# 布賴滕施泰因山 (基姆高山脈)

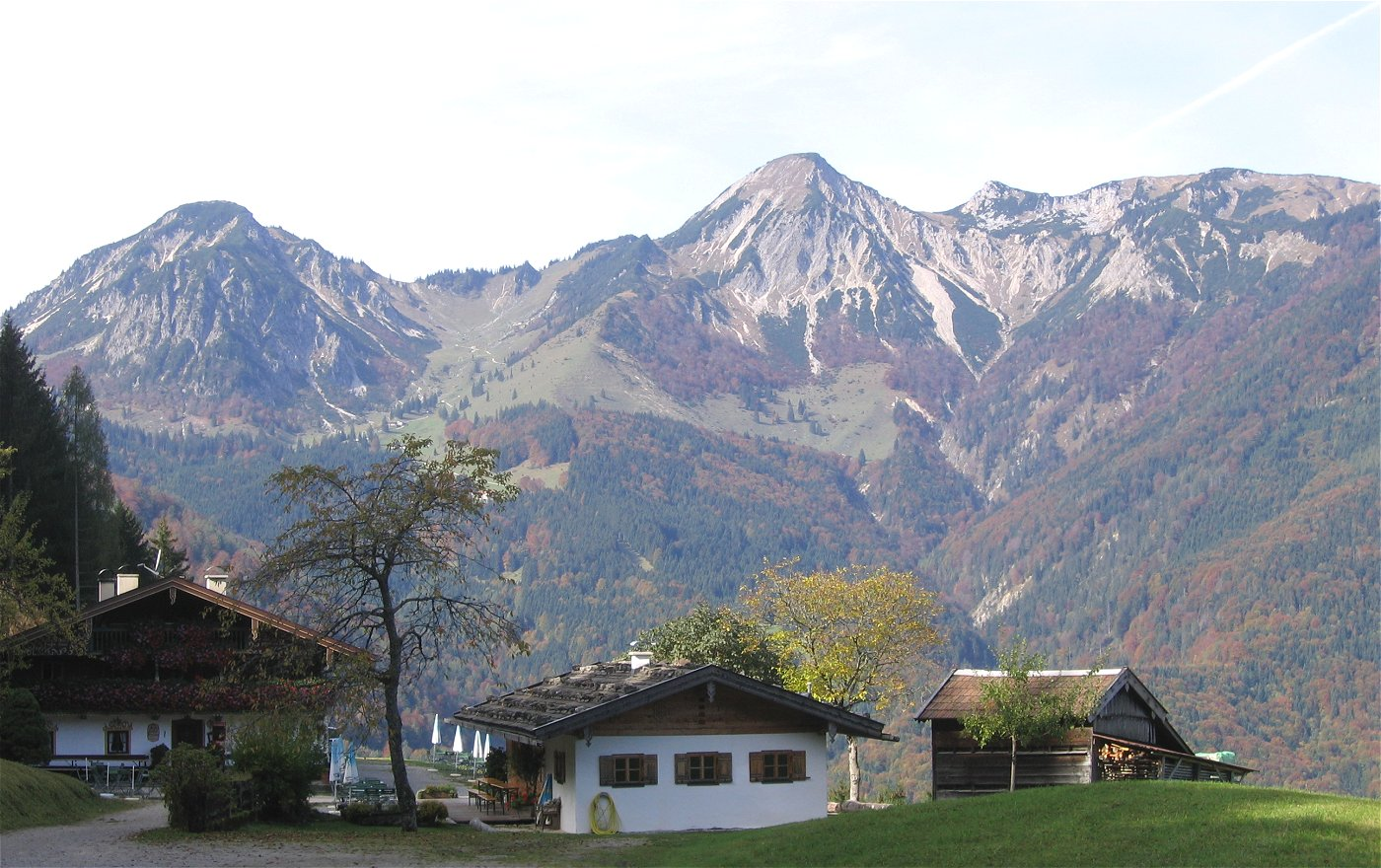

47°41′48″N 12°20′17″E / 47.69667°N 12.33806°E
布賴滕施泰因山（德語：Breitenstein），是中歐的山峰，位於奧地利和德國接壤的邊境，屬於基姆高山脈的一部分，距離蓋蓋爾施泰因山1公里，海拔高度1,661米，每年平均降雨量1,847毫米。